# 丹尼尔·费尔南德斯 (手球运动员)
丹尼尔·费尔南德斯·希门尼斯（西班牙語：Daniel Fernández Jiménez，2001年3月28日—），西班牙男子手球运动员。他曾代表西班牙国家队参加2024年夏季奥林匹克运动会男子手球比赛，获得一枚铜牌。